# (35033) 1981 EA27
(35033) 1981 EA27 es un asteroide perteneciente al cinturón de asteroides, descubierto el 2 de marzo de 1981 por Schelte John Bus desde el Observatorio de Siding Spring, Nueva Gales del Sur, Australia.

## Designación y nombre
Designado provisionalmente como 1981 EA27.

## Características orbitales
1981 EA27 está situado a una distancia media del Sol de 3,083 ua, pudiendo alejarse hasta 3,718 ua y acercarse hasta 2,448 ua. Su excentricidad es 0,205 y la inclinación orbital 1,676 grados. Emplea 1978,08 días en completar una órbita alrededor del Sol.

## Características físicas
La magnitud absoluta de 1981 EA27 es 15,1. Tiene 6,654 km de diámetro y su albedo se estima en 0,03. 